# Pteronemobius pantelchopardorum
Pteronemobius pantelchopardorum är en insektsart som beskrevs av Shishodia och Varshney 1987. Pteronemobius pantelchopardorum ingår i släktet Pteronemobius och familjen syrsor. Inga underarter finns listade i Catalogue of Life.